# Aurélie Rougé
Pour les articles homonymes, voir Rougé (homonymie).
Aurélie Rougé, née le 25 mai 1992 à Schœlcher en Martinique, est une footballeuse française évoluant au poste de milieu defensif au Racing Club de Rivière Pilote . Elle fait partie de la sélection féminine de la Martinique.

## Biographie

### Carrière en club
Aurélie Rougé commence la pratique du football à l'âge de 6 ans au Gri-Gri Pilotin FC, un club local de Martinique. Elle s'engage ensuite au Racing Club de Rivière-Pilote à 13 ans.
Trois ans plus tard, elle arrive en Auvergne pour évoluer au FF Yzeure pour trois saisons. Elle rejoint ensuite Aurillac Arpajon, et porte le brassard de capitaine. En juin 2017, elle signe à l'ASJ Soyaux en Division 1.
En septembre 2020, elle signe au Montauban FC, évoluant en D2.
Retour au Martinique, ou elle signe au Club Franciscain en décembre 2021.
6 mois après, elle rejoint le RC Rivière Pilote son club d'origine ou elle remporte coups sur coups la coupe de Martinique et le championnat 2022.
La saison suivante sera aussi prolifique puisqu'elle remportera avec son club a nouveau le championnat et la 1ere édition de la coupe VYV féminine.Cest une compétition qui réunis le champion de Guadeloupe, Guyane, Saint Martin et Martinique.

### Carrière en sélection
En 2014, Aurélie Rougé est appelée en sélection martiniquaise pour disputer le Championnat féminin de la CONCACAF 2014. La sélection parvient pour la première fois à passer tous les tours de qualifications, d'abord à Porto Rico, puis à Trinidad. Elle dispute ainsi la phase finale aux États-Unis.

## Statistiques
| Saison                | Club                     | Championnat           | Championnat | Championnat | Coupe(s) nationale(s) | Coupe(s) nationale(s) | Total | Total |
| Saison                | Club                     | Division              | M.          | B.          | M.                    | B.                    | M.    | B.    |
| 2008-2009             | FCF Nord Allier Yzeure B | Division 3            | 7           | 0           | -                     | -                     | 7     | 0     |
| 2009-2010             | FCF Nord Allier Yzeure B | Division 3            | 17          | 15          | -                     | -                     | 17    | 15    |
| Sous-total            | Sous-total               | Sous-total            | 24          | 15          | -                     | -                     | 24    | 15    |
| 2009-2010             | FCF Nord Allier Yzeure   | Division 1            | 3           | 0           | 0                     | 0                     | 3     | 0     |
| 2010-2011             | FF Yzeure                | Division 1            | 3           | 0           | 2                     | 0                     | 5     | 0     |
| Sous-total            | Sous-total               | Sous-total            | 6           | 0           | 2                     | 0                     | 8     | 0     |
| 2011-2012             | ES Arpajon               | Division 2            | 21          | 5           | 2                     | 1                     | 23    | 6     |
| 2012-2013             | ES Arpajon               | Division 2            | 22          | 1           | 0                     | 0                     | 22    | 1     |
| 2013-2014             | FC Aurillac Arpajon      | Division 2            | 19          | 3           | 0                     | 0                     | 19    | 3     |
| 2014-2015             | FC Aurillac Arpajon      | Division 2            | 18          | 2           | 1                     | 0                     | 19    | 2     |
| 2015-2016             | FC Aurillac Arpajon      | Division 2            | 20          | 1           | 0                     | 0                     | 20    | 1     |
| 2016-2017             | FC Aurillac Arpajon      | Division 2            | 16          | 1           | 0                     | 0                     | 16    | 1     |
| Sous-total            | Sous-total               | Sous-total            | 116         | 13          | 3                     | 1                     | 119   | 14    |
| 2017-2018             | ASJ Soyaux               | Division 1            | 16          | 0           | 3                     | 0                     | 19    | 0     |
| 2018-2019             | ASJ Soyaux               | Division 1            | 16          | 0           | 1                     | 0                     | 17    | 0     |
| 2019-2020             | ASJ Soyaux               | Division 1            | 12          | 1           | 0                     | 0                     | 12    | 1     |
| Sous-total            | Sous-total               | Sous-total            | 44          | 1           | 4                     | 0                     | 48    | 1     |
| 2020-2021             | Montauban FC             | Division 2            | 1           | 0           |                       |                       | 1     | 0     |
| Sous-total            | Sous-total               | Sous-total            | 1           | 0           | -                     | -                     | 1     | 0     |
| Total sur la carrière | Total sur la carrière    | Total sur la carrière | 191         | 29          | 9                     | 1                     | 200   | 30    |